# Pambac Bacău
Pambac Bacău este o companie de morărit și panificație din România.
Pambac dispune de unul dintre cele mai moderne centre de morărit din România, inaugurat în anul 2004, care include o moară de grâu, cu o capacitate de 800 tone pe zi, și un siloz de tratament și amestec făinuri, cu o capacitate de aproximativ 2.500 de tone .
De asemenea, centrul mai dispune de un depozit de produse finite, cu o capacitate de depozitare de aproximativ 1.500 de tone . Valoarea investițiilor realizate de companie în perioada 2004-2009 ridicându-se la aproximativ 50 milioane euro .
Cifra de afaceri:
- 2013: 34,2 milioane euro [2]
- 2008: 53 milioane euro [1]
- 2007: 49 milioane euro [1]

Venit net:
- 2007: 1,5 milioane euro [1]